# イサクとリベカの結婚のある風景
『イサクとリベカの結婚のある風景』（イサクとリベカのけっこんのあるふうけい、仏: Paysage avec mariage d'Isaac et Rebecca, 英: Landscape with the Marriage of Isaac and Rebekah）は、フランスバロック時代の古典主義の画家クロード・ロランが1648年に制作した絵画である。油彩。主題は『旧約聖書』「創世記」24章1節-67節で語られている預言者アブラハムの息子イサクとリベカの結婚の物語から取られている。
本作品はロンドンのナショナル・ギャラリーが1824年の設立に際して最初に取得した38点の絵画作品の1つである。前年の1823年に所有者である銀行家ジョン・ジュリアス・アンガースタインが死去したとき、イギリスは当時国内で最も素晴らしいと呼ばれたコレクションを国立の美術館の基礎とするために購入した。このうちクロード・ロランの絵画は5点あり、残りの4作品は『聖ウルスラの乗船』、『海港』、『ディアナによって再会したケファロスとプロクリス』、そして本作品の対として制作された『シバの女王の乗船』である。いずれもナショナル・ギャラリーに所蔵されている。

## 主題

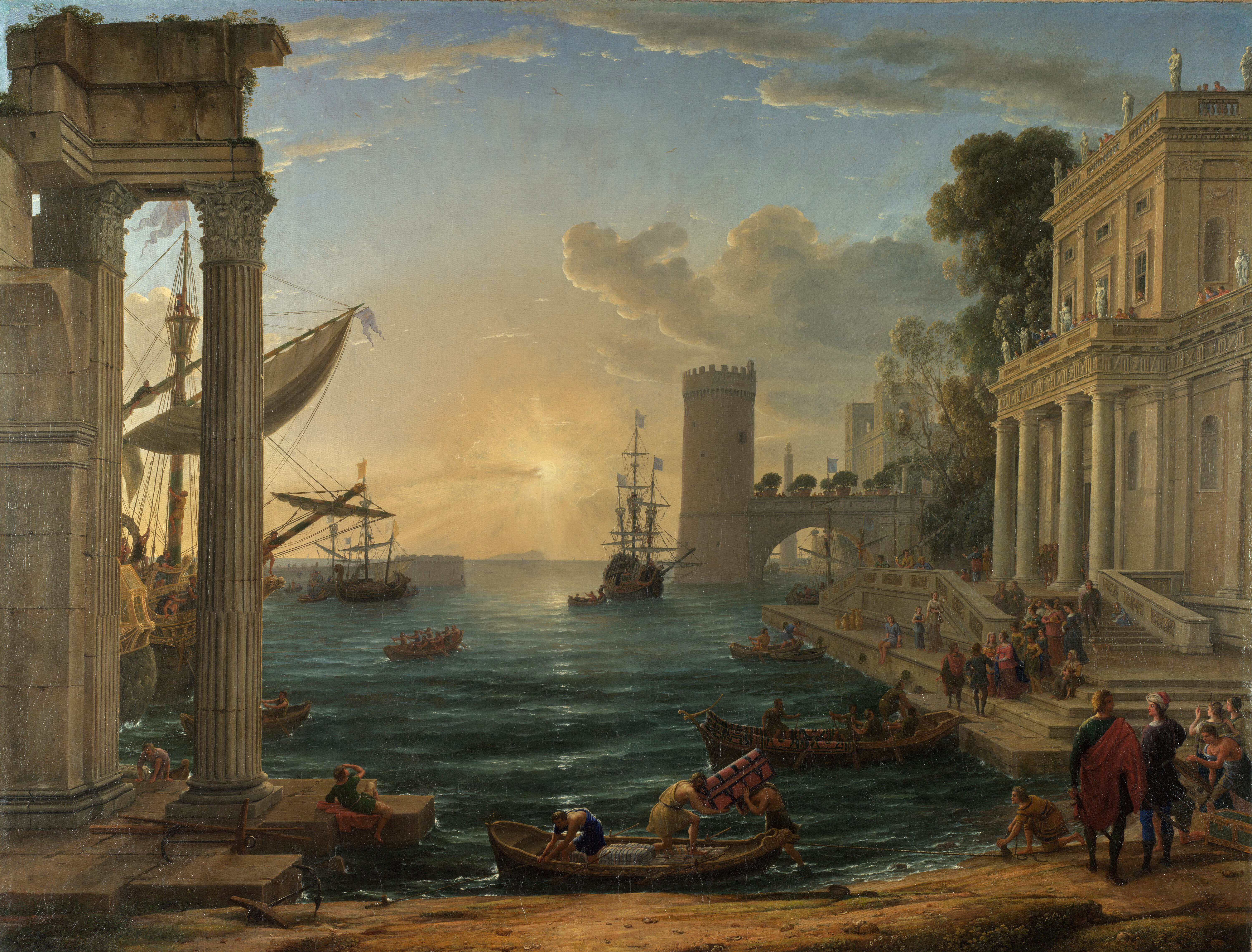
1648年の対作品『シバの女王の乗船』。ナショナル・ギャラリー所蔵。

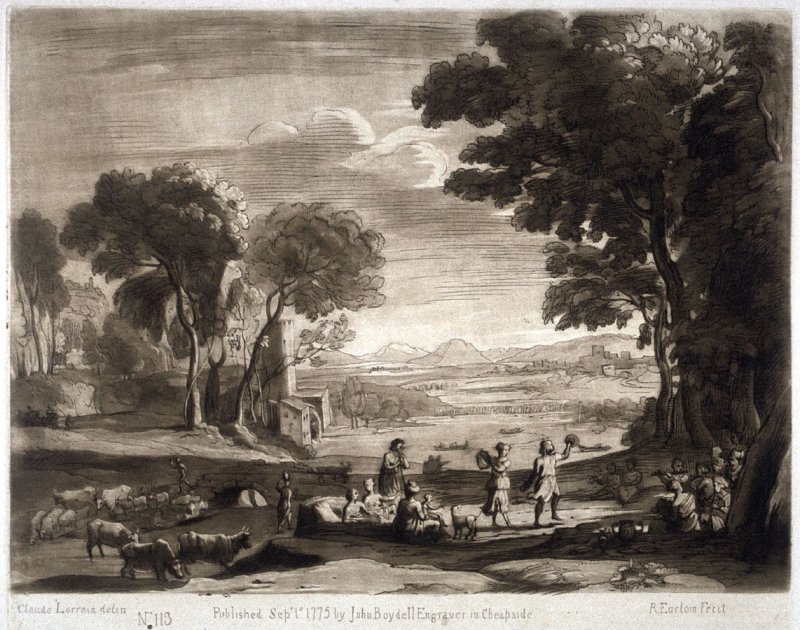
贋作を避けるため画家自身が作成した作品目録『リベル・ヴェリタリス』（Liber Veritatis, 真実の書の意）では113番に記録されている。

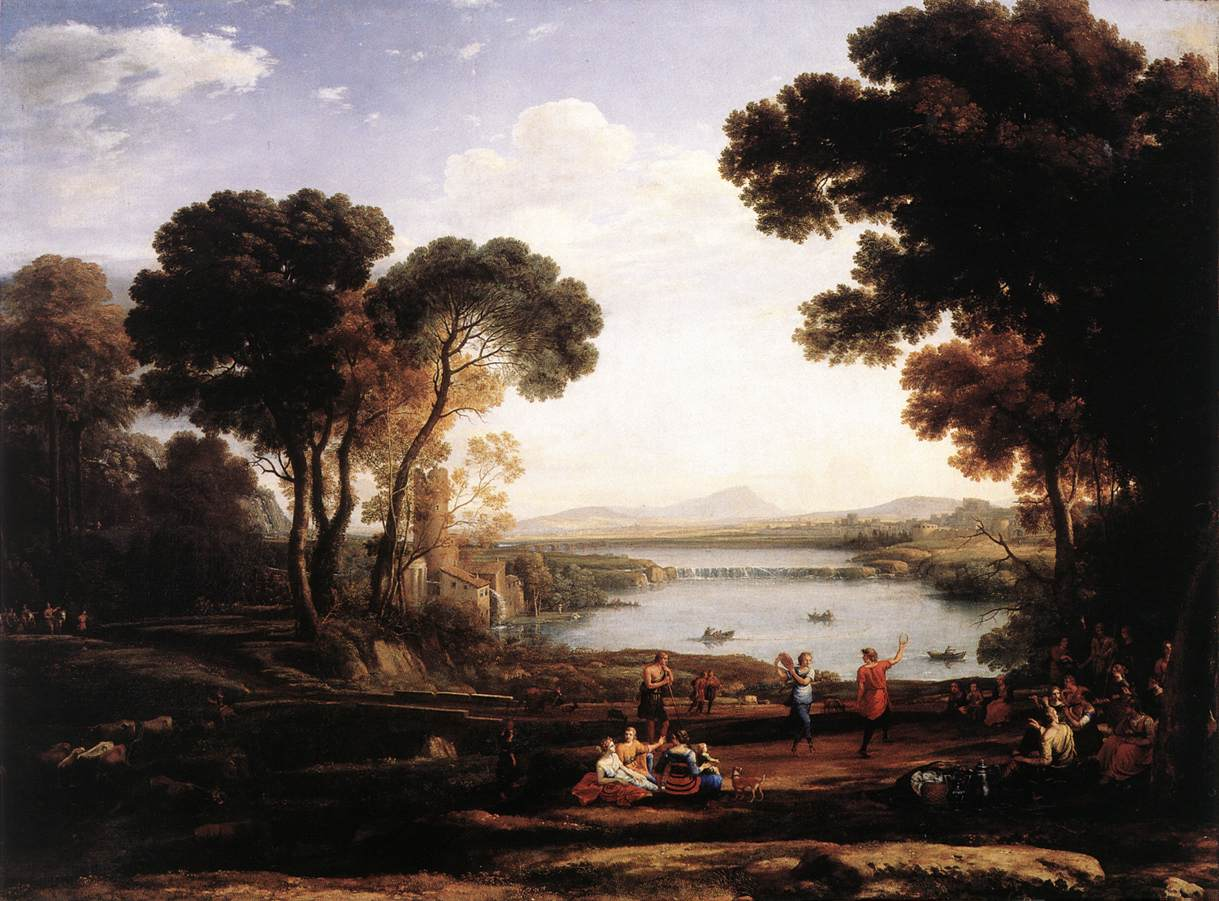
本作品の1648年のヴァリアント『踊る人たちのいる風景（水車小屋）』。ドーリア・パンフィーリ美術館所蔵。

高齢となったアブラハムは息子イサクの結婚を考えるようになった。そこでアブラハムは老召使に自分の親族が住む故郷の町まで息子の嫁を探しに行かせた。その際にイサクをカナン人の女と結婚させてはならないと厳命した。町に着いた老召使はラクダを井戸のそばに座らせた。そこにリベカが水汲みにやって来ると、老召使いは彼女が気立ての良い娘であり、またカナン人ではなくアブラハムと同じノアの子孫であったので、彼女との出会いは神の御導きであり、イサクの結婚相手にふさわしいと考えた。館に招かれた老召使はこれまでのいきさつをリベカの両親に話すと、彼女の両親は娘にどうしたいか尋ねた。するとリベカはすぐに結婚を承諾した。そこで2人はラクダに乗ってアブラハムの土地へと向かった。ちょうどその頃、帰郷したイサクが夕暮れの野を散策していた。老召使がイサクに一部始終を話すと、イサクはリベカを母サラが使っていたテントに連れて行った。2人は結婚し、イサクは心からリベカを愛し、母を失った悲しみを慰められた。

## 制作経緯
もともと本作品はローマ教皇イノケンティウス10世の甥カミーロ・パンフィーリ枢機卿によって、対となる『シバの女王の乗船』（The Embarkation of the Queen of Sheba）とともに発注された。しかしカミーロは母親の推薦する結婚相手がいたにもかかわらず、叔父イノケンティウス10世の戴冠式で出会ったオリンピア・アルドブランディーニに恋をし、彼女が夫と死別した後、彼女と結婚するために枢機卿を辞任した。しかし彼の母やイノケンティウス10世から結婚を快く思われなかったために、2人はローマを去らなければならず、カミーロの母が死去する10年後までローマに戻ることができなかった。これは絵画が完成する少し前に起きた出来事であり、受け取り手を失った絵画は最終的に別の顧客であったブイヨン公フレデリック・モーリス・ド・ラ・トゥール・ドーヴェルニュのために制作されることとなった。この人物は画家と同じフランスの出身で、当時、イノケンティウス10世の軍の将軍を務めていた。

## 作品
クロード・ロランは理想的な田舎の風景の中にイサクとリベカの結婚式の祝宴を描いている。花婿と花嫁は、画面右の前景で結婚を祝福する人々に囲まれて、タンバリンを持って踊っている。人々はゆったりした姿勢で座るか、あるいは立っている。祝宴は石造の橋と小道の先にある開けた場所で催され、また祝宴に参加する人々が小道を歩いている。画面左では牧人が牛の群れを水辺に追い立てている。中景の川では小舟が行き来し、川の水力を利用した水車小屋が稼働している。水車小屋は円形の塔を伴っている。また画面左の対岸には町がある。絵画の主題は中央の人々のグループのそばにある木の切株の碑文によって識別される。平らな風景と遠くまで伸びる水辺の広がりは想像上のものだが、ローマ周辺の風景に触発された。クロード・ロランは仕事のほとんどを街で過ごしたが、周辺の田園地帯をスケッチするために頻繁に旅行した。背景の水車小屋と町、自然主義的な空は、クロード・ロランの絵画の共通の特徴である。
両絵画は『旧約聖書』の異なる物語を主題としているが、どちらも男女関係に関する物語である。人がにぎわう都市の港と静かな田舎の風景は対照的であり、絵画世界の中心人物たちはそれぞれ左右を建築物あるいは木々に囲まれ、海あるいは大きな川を背景としている。またどちらの絵画も背景に塔が描かれている。クロード・ロランが絵画に塔を描くことは珍しくないが、対作品のどちらも塔を描いていることは特別な意味があると考えられている。というのも、フレデリックの姓ド・ラ・トゥール・ドーヴェルニュ（de la Tour d'Auvergne）とは「オーヴェルニュの塔」を意味し、またその一族は石造りの塔を紋章とした。そこで『イサクとリベカの結婚のある風景』の左側および『シバの女王の乗船』の右側に立つ丸い塔は彼を表す象徴と考えられる。
ローマのドーリア・パンフィーリ美術館にある本作品のヴァリアント『踊る人たちのいる風景』（Landscape with Dancing Figures）は『水車小屋』（Mill）の名前でも知られている。こちらには為書きがないため絵画の主題と発注主は不明瞭である。
後にイギリスの風景画家ジョゼフ・マロード・ウィリアム・ターナーはクロード・ロランの対作品の隣に展示されることを条件に『カルタゴを建設するディド』（Dido building Carthage）と『もやの中を昇る太陽』（Sun rising through Vapour）をナショナル・ギャラリーに遺贈した。

## 来歴
1648年に完成した『イサクとリベカの結婚のある風景』と『シバの女王の乗船』はブイヨン・クロード（Bouillon Claudes）と呼ばれ、18世紀を通してブイヨン公爵家が所有した。フランス革命後の1794年、フレデリックの5代目の子孫で、ブイヨン公の後継者であるジャック・レオポルト・ド・ラ・トゥール・ドーヴェルニュが投獄され、財産も没収されたが、両作品は約2メートルもの大きなサイズかつ絵画の持つ名声にもかかわらず押収を免れた。19世紀初頭に両絵画をパリの美術商エラール（Érard）から、非常に高額の8,400ポンドで購入したのが銀行家ジョン・ジュリアス・アンガースタインであった。彼の死後、絵画は他のコレクションとともに国家によって購入され、1824年にナショナル・ギャラリーの設立とともに同美術館に所蔵された。

## ギャラリー
アンガースタインのコレクションから購入されたクロード・ロランの残りの絵画は次の通り。

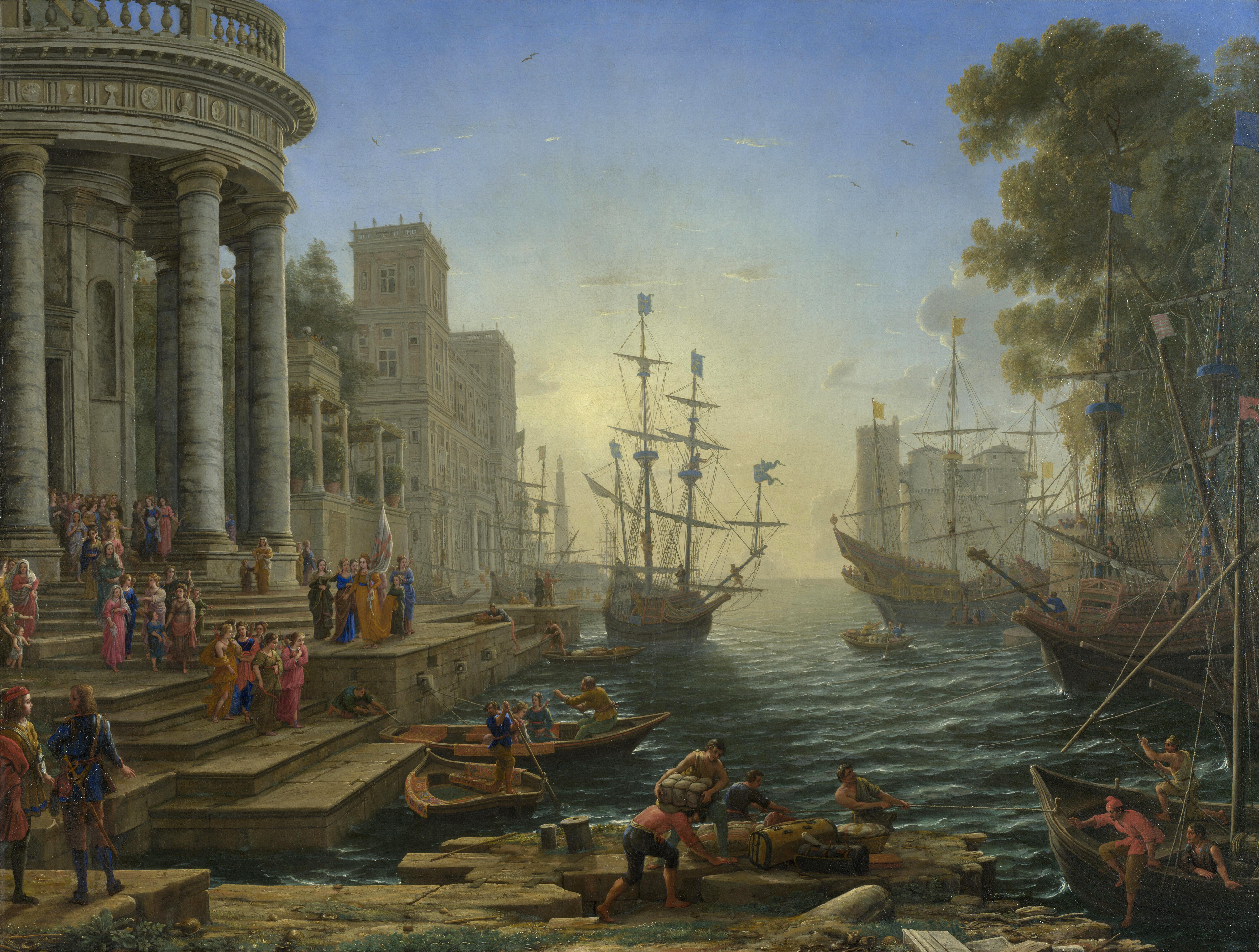
『聖ウルスラの乗船』 1641年
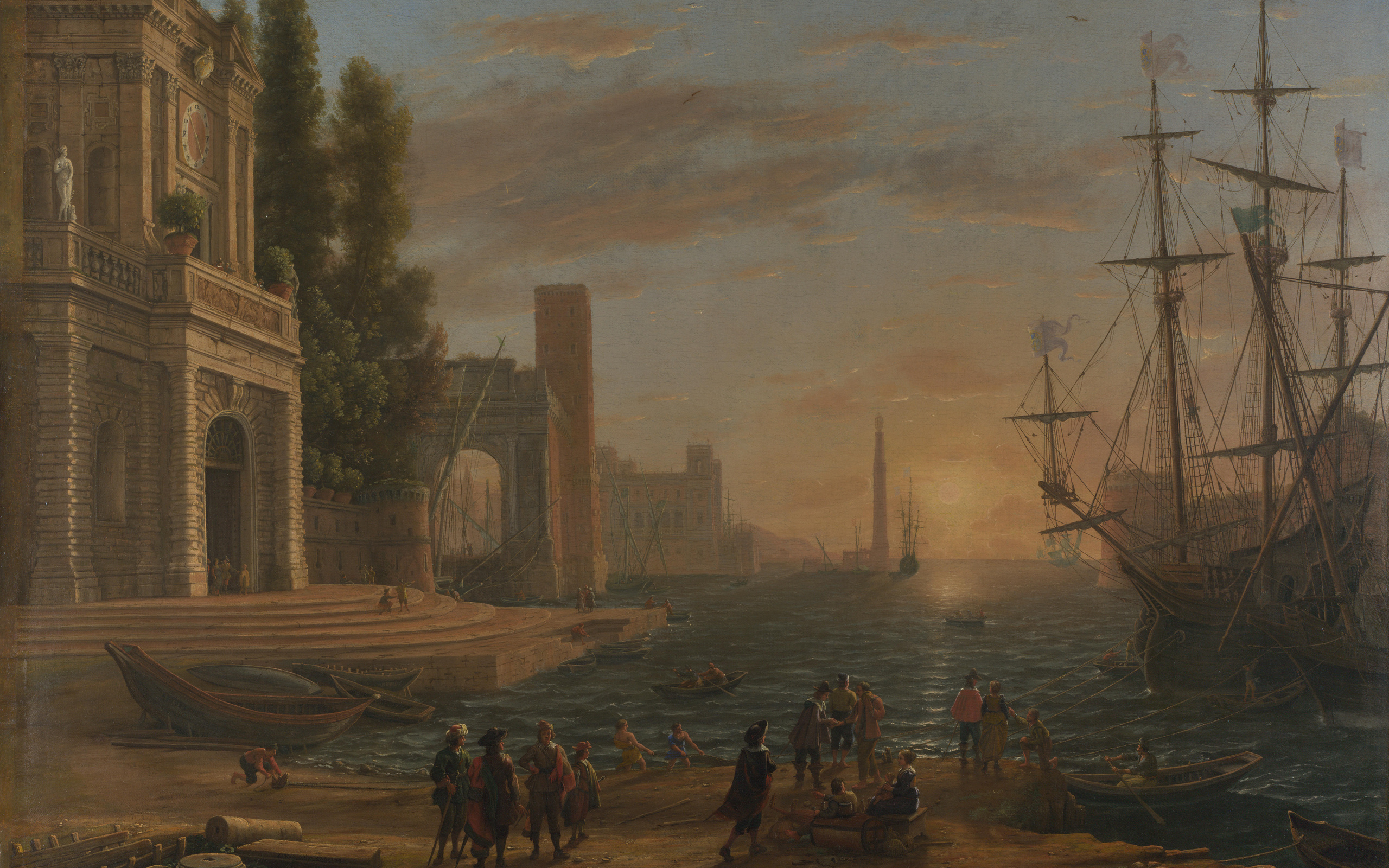
『海港』 1644年
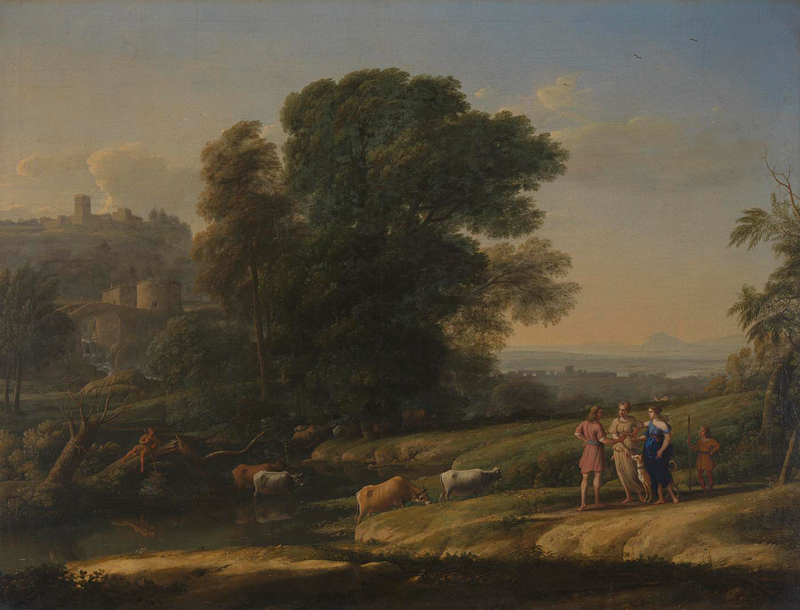
『ディアナによって再会したケファロスとプロクリス』1645年

ターナーが本作品などのクロード・ロランの絵画に影響を受けて描いたのは次の2作品。

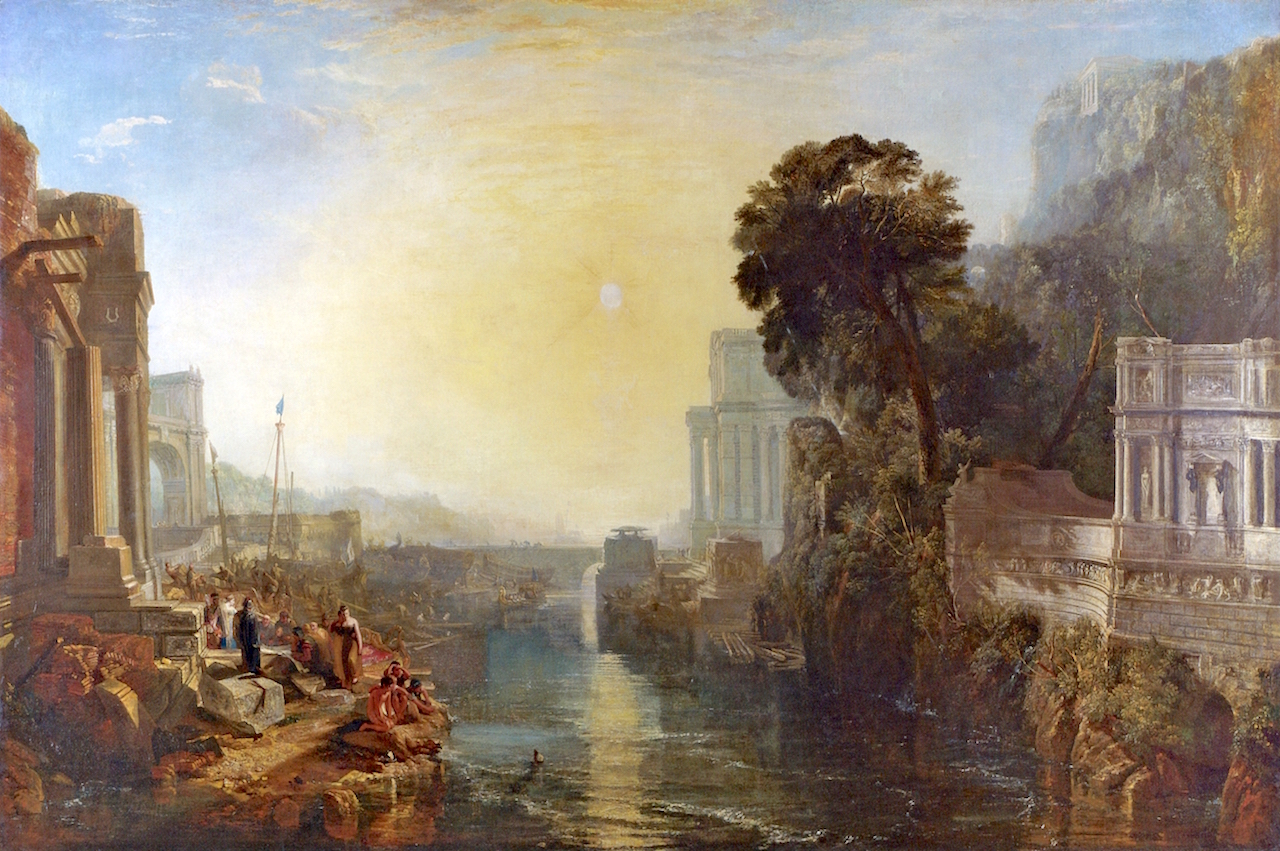
ターナー『カルタゴを建設するディド』1815年
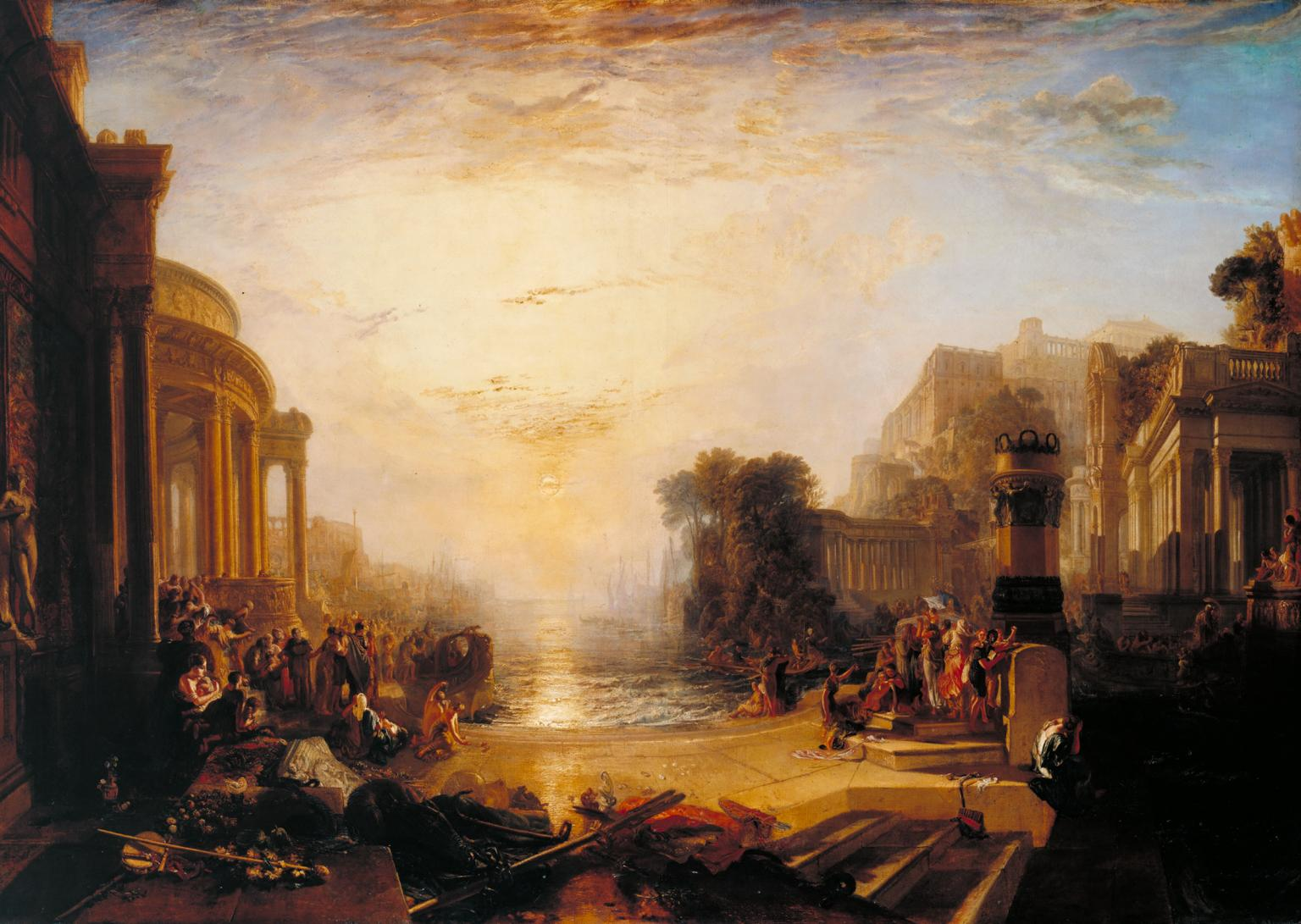
ターナー『カルタゴ帝国の滅亡』1817年
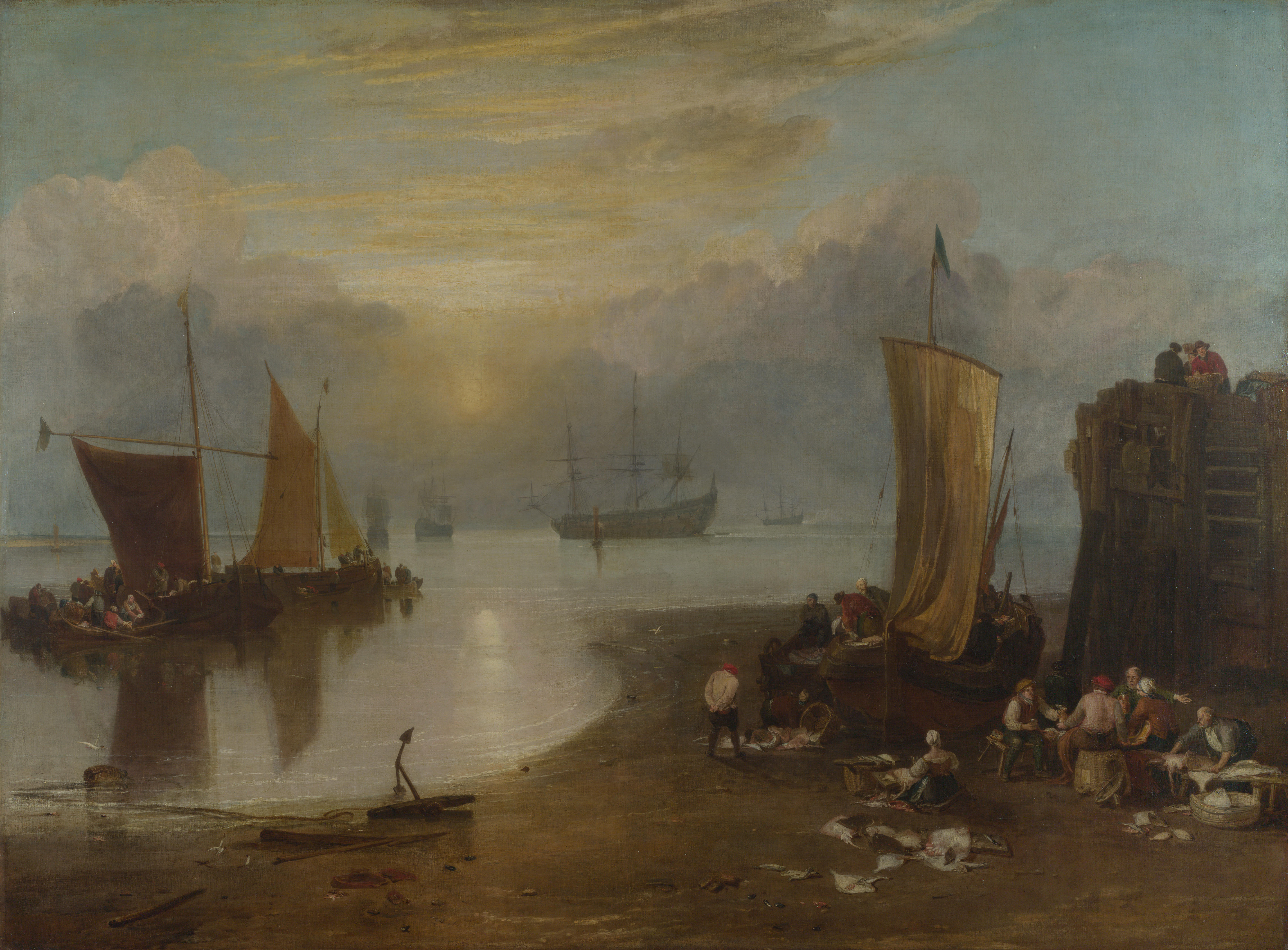
ターナー『もやの中を昇る太陽』1807年